# Emil Škoda
Emil Ritter von Škoda (19 de noviembre de 1839 , Pilsen - 8 de agosto de 1900 , Selzthal) fue un ingeniero y empresario checo.

## Biografía
Emil Škoda nació en Pilsen  el 19 de noviembre de 1839, hijo del  médico y político František Škoda, y su madre Anna Říhová. 
Škoda estudió ingeniería en la Universidad Técnica de Praga y en la Universidad de Karlsruhe. En 1866 fue ingeniero jefe de la fábrica de máquinas Ernst von Waldstein-Wartenberg, fundada en 1859 en Pilsen . Škoda compró la fábrica tres años después, en 1869, y comenzó a ampliarla, conectándola a un ferrocarril en 1886 e instalando una fábrica de armas de fuego en 1890, produciendo ametralladoras para el ejército austrohúngaro.  Sus instalaciones continuaron ampliándose durante la próxima década, e incorporó sus propiedades en 1899 como el Grupo industrial Škoda, que se haría famosa por su producción de armas tanto en la Primera Guerra Mundial como en la Segunda Guerra Mundial y por una amplia gama de otros productos industriales y de transporte.